# 清真人
清 眞人（きよし まひと、1949年 - ）は、日本の哲学者。元近畿大学教授。名前が「真人」と表記されていることがあるが、正しくは「眞人」。

## 経歴
大阪府枚方市生まれ。1972年 早稲田大学政治経済学部卒業、1979年同大学院文学研究科博士後期課程修了、都留文科大学、近畿大学青踏女子短期大学講師、1988年近畿大学助教授、教授。

## 著作
- 『言葉さえ見つけることができれば 哲学の架橋』同時代社、1987年、238頁
- 『空想哲学スクール』汐文社、1993年、339頁
- 『<受難した子供の眼差し>とサルトル』御茶の水書房、1996年、409頁
- 『ヴィジョンは<世界>をつれて 生きるアートの哲学 』はるか書房、1997年、193頁
- 『経験の危機を生きる 応答の絆の再生へ』青木書店、1999年、222頁
- 『実存と暴力−−後期サルトル思想の復権』御茶の水書房、2004年、370頁
- 『《想像的人間》としてのニーチェ――実存分析的読解』晃洋書房、2005年、284頁
- 『ぼくはひとり屋上で空を見ていた』スタジオワープ 2005
- 『いのちを生きる　いのちと遊ぶ――the philosophy of life』はるか書房、2007年、245頁
- 『創造の生へ――小さいけれど別な空間を創る』はるか書房、2007年、279頁
- 『根の国(ニライカナイ)へ――秀三の奄美語り』海風社、2008年、309頁
- 『三島由紀夫におけるニーチェ――サルトル実存的精神分析の視点から』思潮社、2010、390頁
- 『村上春樹の哲学ワールド ニーチェ的長編四部作を読む』はるか書房、2011、236頁
- 『サルトルの誕生 ニーチェの継承者にして対決者』藤原書店、2012、366頁
- 『大地と十字架―探偵Lのニーチェ調書』思潮社、2013、324頁
- 『ソング論 ブンとジジの現代カルチャー探究』はるか書房 2014
- 『聖書論Ⅰ　妬みの神と憐れみの神』藤原書店、2015
- 『聖書論Ⅱ　聖書批判史考』藤原書店、2015
- 『預言者メンタリティーと『白鯨』』Amazon・Kindle電子書籍,2015
- 『マンの『ファウスト博士』とニーチェ』Amazon・Kindle電子書籍,2015
- 『ドストエフスキー的なるものと『罪と罰』』Amazon・Kindle電子書籍,2015
- 『Ｌの性愛哲学日記Ⅰ　性愛と救済』Amazon・Kindle電子書籍,2015
- 『Ｌの性愛哲学日記Ⅱ　王の黄金マスク』Amazon・Kindle電子書籍,2015
- 『ドストエフスキーとキリスト教 イエス主義・大地信仰・社会主義』藤原書店 2016
- 『フロムと神秘主義』藤原書店 2018
- 『高橋和巳論　宗教と文学の格闘的契り』藤原書店 2020
- 『格闘者ニーチェⅠ ショーペンハウアー』藤原書店 2022
- 『格闘者ニーチェⅡ 自己格闘者ニーチェ』藤原書店 2022
- 『格闘者ニーチェⅢ マンとハイデガー』藤原書店 2022

- 個人叢書「二つの救済思想のあいだ」第Ⅰ巻『ヴェーバーにおける合理と非合理』Amazon Kindle電子書籍、2018
- 個人叢書「二つの救済思想のあいだ」第Ⅱ巻『大拙における二律背反と煩悶』Amazon Kindle電子書籍、2018
- 個人叢書「二つの救済思想のあいだ」第Ⅲ巻『二人の葛藤者　ヴェーバーとトラー』Amazon Kindle電子書籍、2018
- 個人叢書「二つの救済思想のあいだ」第Ⅳ巻『ニーチェにおけるキリスト教否定と仏教肯定』Amazon Kindle電子書籍、2018

### 共著
- （後藤道夫、石井伸男、古茂田宏）『モダニズムとポストモダニズム - 戦後マルクス主義思想の軌跡』（青木書店、1988年）
- 『映画マニアの社会学 スクリーンにみる人間と社会』熊沢誠,木本喜美子共編著 明石書店 1997
- 『現代文化テクスチュア』大越愛子,山下雅之共編著 晃洋書房 2004
- 『ケーテ・コルヴィッツ 死・愛・共苦』高坂純子共著 御茶の水書房 2005
- 『遺産としての三木清』津田雅夫,亀山純生,室井美千博,平子友長共著 同時代社 2008
- 『奄美八月踊り唄の宇宙』（富島甫共著）海風社、2013、250頁
- 『唄者　武下和平のシマ唄語り』（聞き手）海風社、2014、240頁

### 翻訳
- アラステール・ダンカン, ジョルジュ・ド・バルタ『装幀の美 アール・ヌーヴォーとアール・デコ』清百合子共訳 同朋舎出版 1990

| スタブアイコン | サブスタブ | この項目は、まだ閲覧者の調べものの参照としては役立たない、人物に関連した書きかけの項目です。この項目を加筆・訂正などしてくださる協力者を求めています（P:人物伝/PJ:人物伝）。 |